# Ingo Appelt
Ingo Appelt (Innsbruck, 11 dicembre 1961) è un ex bobbista austriaco, campione olimpico nel bob a quattro a Albertville 1992 nonché vincitore di tre trofei di Coppa del Mondo, due nella disciplina a quattro e uno nella combinata maschile.

## Biografia
Ha vinto tre trofei di Coppa del Mondo, trionfando nel bob a quattro nel 1987/88 e nel 1988/89 e nella combinata maschile nel 1987/88.
Prese parte a due edizioni dei Giochi olimpici invernali: a Calgary 1988 si classificò al quinto posto nel bob a due e al settimo nel bob a quattro. Quattro anni dopo, ad Albertville 1992, vinse invece la medaglia d'oro nel bob a quattro con i compagni Harald Winkler, Gerhard Haidacher e Thomas Schroll, superando l'equipaggio svizzero e quello tedesco: il tempo totalizzato fu di 3'53"90, con un distacco leggero dagli avversari, 3'53"92 e 3'54"13 i loro tempi; in quella stessa edizione giunse inoltre quarto nella gara a due. Per la vittoria ottenuta ai Giochi del 1992 venne inoltre insignito della Medaglia d'Oro al Merito della Repubblica Austriaca. 
Ha inoltre preso parte ad alcune edizioni dei campionati mondiali, conquistando in totale una medaglia di bronzo. Nel dettaglio i suoi risultati nelle prove iridate sono stati, nel bob a due: sesto a Schönau am Königssee 1986 e settimo a Sankt Moritz 1987; nel bob a quattro: medaglia di bronzo a Sankt Moritz 1990 con Gerhard Redl, Jürgen Mandl e Harald Winkler.
Agli europei ha invece conquistato due medaglie nel bob a quattro, di cui un oro vinto a Winterberg 1989, e un argento colto a Igls 1990.
Si ritirò dall'attività agonistica al termine della rassegna olimpica di Albertville 1992, riprendendo a lavorare nella gioielleria di famiglia a Fulpmes. Dal 1994 al 2003 fu inoltre membro del Parlamento Tirolese.

## Palmarès

### Olimpiadi
- 1 medaglia:
  - 1 oro (bob a quattro ad Albertville 1992).

### Mondiali
- 1 medaglia:
  - 1 bronzo (bob a quattro a Sankt Moritz 1990).

### Europei
- 2 medaglie:
  - 1 oro (bob a quattro a Winterberg 1989);
  - 1 argento (bob a quattro a Igls 1990).

### Coppa del Mondo
- Vincitore della classifica generale nel bob a quattro maschile nel 1987/88 e nel 1988/89.
- Vincitore della classifica generale nella combinata maschile nel 1987/88.